# Баскский язык
Ба́скский язы́к (баск. euskara [eus̺ˈkaɾa]) — язык басков — народа, населяющего Страну Басков (Баскские земли) — северные области Испании и сопредельные южные районы Франции.
Относится к агглютинирующим эргативным языкам. В звуковом составе ему свойственно различие двух видов дрожащих согласных — одноударного и многоударного.
Баскский язык, в отличие от остальных языков Европы, не принадлежит ни к индоевропейской, ни к какой-либо из других известных семей языков, и является так называемым «псевдо-изолированным языком». Его генетические связи с другими языками не установлены, однако баскский традиционно включается учёными в состав так называемых «палеоиспанских» языков, а в более широком смысле — в неклассифицированную и, вероятно, разнородную группу средиземноморских языков.
Общее число носителей в мире составляет около 1 млн человек, бо́льшая часть которых (93,7 %, или 756 000 чел) проживает на территории испанской части Баскских земель, и ещё 6,3 % носителей (50 000 чел) — в их французской части. Небольшое число носителей проживает также в других регионах Европы, в Америке и Австралии.
Баскский язык делится на ряд диалектов, иногда весьма сильно отличающихся друг от друга, что препятствует взаимопониманию между их носителями. Унифицированный литературный баскский язык (euskara batua, «объединённый баскский язык») был создан в 1960-е годы лингвистом Кольдо Мичеленой. Реконструкцией баскского праязыка занимались Мичелена, А. Товар и Л. Траск.
На этот язык в течение многих веков оказывали влияние соседние романские и другие языки, что особенно заметно в его современном лексическом составе.

## Название
На испанском баскский язык называется vasco (и в Новое время был известен в России как «Васкуенца»), на английском и французском — Basque. Оба этих названия восходят к древнегреческому οὐασκώνους (ouaskōnous).
В разных диалектах самоназвание языка может произноситься по-разному. Общепринятое название — euskara, но возможны также следующие варианты: euskera (эта форма самоназвания больше всего распространена в испанском языке), euzkera, euskala, eskuara, eskuera, eskara, eskera, eskoara, euskiera, auskera, uskara, üskara, oskara, uskera, uskaa, uska.
Согласно наиболее распространённому в настоящее время мнению, самоназвание языка происходит от протобаскского *enau(t)si либо *enots(i) (современное esan, «говорить») + -(k)ara (современное era, «способ»).

## История

Баскский и романские языки с 1000 по 2000 года

Баскский язык обычно упоминается как аквитанский — как язык, на котором в Западных Пиренеях говорили ещё до завоевания римлянами. С 2006 по 2008 год считалось, что древнейшие надписи на баскском языке III века н. э. найдены при раскопках римского города, условно именуемого Ирунья-Велея (по современному названию местности); позднее независимая комиссия из семнадцати экспертов установила, что эти надписи были фальсификацией.
Географически он окружён романскими языками, однако сам по себе является полностью изолированным языком, о происхождении которого до сих пор ведутся споры. Это последний оставшийся потомок доиндоевропейского субстрата западной Европы, так как остальные в настоящее время мертвы. Следовательно, история баскского языка не может быть восстановлена сравнительным способом, за исключением применения его к различиям между диалектами языка. О происхождении баскского языка известно немного, однако ранняя его форма, возможно, представляла собой язык, на котором в Европе говорили ещё до прибытия людей, говорящих на индоевропейских языках.
Было выдвинуто предположение, что баскские слова aizto «нож», aizkora «топор» и aitzur «мотыга» были образованы от слова haitz «валун»; соответственно, это могло означать, что на баскском языке говорили ещё в доисторической Европе, когда эти предметы были сделаны из камня. По мнению Л. Траска, однако, слово aizkora является заимствованием из народной латыни (< *asciolam), а слова для обозначения ножа и мотыги восходят к форме *anetz, не имеющей отношения к баскскому наименованию камня. Латинские надписи в римской Аквитании сохраняют личные имена, похожие на современные баскские слова: например, Nescato и Cison, похожие на современные баскские слова neska и gizon и означающие «девушка» и «мужчина», соответственно.
В 2021 году около города Эстелья нашли амулет из бронзы, имеющий вид стилизованной руки (ему дали название «рука Ирулеги»), относимый к I в. до н. э. На него нанесены пять слов, выполненных северо-восточным иберийским письмом; общее количество знаков равняется сорок. Одно из слов было определено как баскское sorioneku, что в современном языке выглядит как zorioneko (генитив места от zorion «счастье, удача»). Это находка является старейшим свидетельством баскского языка и она опровергла устоявшееся в науке мнение, что он в то время был бесписьменным.

### Протобаскский язык
«Протобаскской» называется та ступень развития баскского языка, на которой в него начали попадать первые заимствования из латыни — около 2000 лет тому назад.
Над реконструкцией фонем протобаскского языка работал Луис Мичелена. Он разделил все согласные фонемы протобаскского языка на два вида: фортис «сильные» — (p), t, k, tz, ts, N, L, R, и ленис «слабые» — b, d, g, z, s, n, l, r; первые были долгими, вторые — краткими. Гласными были [i, e, a, o, u]; дифтонги [ai, ei, oi, au] могли также присутствовать на той ступени развития языка.
Согласный [p] встречался редко и точно не установлено, являлся ли он исконной фонемой на той ступени развития языка. Согласные *tz и *z были ламино-альвеолярными, а *ts и *s — апико-альвеолярными, так же как и в современном языке. *R был, вероятнее всего, многоударным, как современный rr, а *r — одноударным. Согласные *p, *t, *k были глухими, а *b, *d, *g — звонкими. Согласные *p, *t, *k могли также произноситься с придыханием, однако оно, вероятнее всего, не было смыслоразличительным. Звука [m], как считается, протобаскский язык не имел; он впоследствии появился как в первых заимствованных, так и, позже, в исконных словах. Не было также j и f. Согласные tt, dd, tx, x, ñ и ll, которые есть в современном языке, в протобаскском использовались лишь для придания слову уменьшительно-ласкательного смысла.
В начале слова могли стоять лишь «слабые» согласные, а именно — b, d, z, s, l, n; на конце слова — только tz, ts, L, R и N, хотя k и t, вероятно, тоже могли там встречаться как итог словоизменения.
Как отметил Кольдо Мичелена, баскский язык начал распадаться на диалекты уже после того, как в него начали проникать заимствования из латыни, так как все эти древние заимствования сегодня выглядят по большей части одинаково во всех диалектах (например, bake «покой, мир», borondate «намерение», gela «комната») — если бы они попали в баскский язык уже тогда, когда в нём были чётко выделившиеся диалекты, они бы сегодня выглядели по-разному в соответствии с фонетическими особенностями диалектов.

### Современный баскский
Первая книга на баскском языке — сборник стихотворений Бернарда Эчепаре под названием «Linguae Vasconum Primitiae» — была написана в 1545 году.
В годы правления Франсиско Франко (1939—1975) баскский язык, наряду с другими языками меньшинств, находился под запретом.
Баскский язык — официальный язык Страны Басков с 1982 года (наряду с испанским). Географические свойства этой области способствовали сохранению языковых особенностей. Это заставляет некоторых лингвистов считать, что существует 7 разновидностей баскского языка. Чтобы преодолеть это разделение, Королевская академия баскского языка, основанная в 1919 году, создала стандартизированную баскскую грамматику для официальных нужд, названную «batua» («объединённый»).

## Гипотезы о внешнем родстве
Баскский язык не связан ни с одной известной языковой семьёй. Существует предположение о его связи с аквитанским языком (смотрите ссылки в статье про иберское письмо).
Баско-иберская гипотеза о родстве баскского языка с иберским языком Испании до сих пор довольно популярна. Внимание к ней возросло после того, как в 1930-е годы Мануэль Гомес-Морено смог дешифровать иберское письмо. В 1950-е годы, независимо друг от друга, два известных лингвиста, Антонио Товар и Кольдо Мичелена, на основании уточнения чтения ряда иберских знаков, пришли к выводу о несостоятельности гипотезы. Несмотря на это, гипотеза сохраняет популярность до настоящего времени, хотя многие работы основаны на механическом сравнении отдельных слов, что лингвистически неправильно. На гипотезе иберо-баскского родства основана «васконская гипотеза» немецкого лингвиста Тео Феннеманна, не получившая дальнейшего академического распространения — согласно этой гипотезе, баскский язык является единственным живым языком древней «васконской» языковой семьи. «Новое дыхание» иберо-баскская гипотеза получила в работах Эдуардо Ордуньи Аснара, исследовавшего баско-иберскую морфологию, а также установившего тождество большинства баскских и иберских числительных. Развивая далее баско-иберскую гипотезу, Э. Б. Феррер включает в восстанавливаемую языковую семью также палеосардский язык.
На территории СССР с 1920-х годов получила популярность гипотеза о родстве баскского языка с «иберийско-кавказскими языками». Несмотря на спорность многих её положений, вплоть до того, что сам термин «иберийско-кавказские языки» признан несостоятельным, эта принесла пользу, так как привела к возникновению школы басковедения в СССР — в основном, на территории Грузии. Известными сторонниками этой гипотезы были Н. Я. Марр, Ш. В. Дзидзигури и Ю. В. Зыцарь. Современные сторонники спорной ностратической гипотезы (С. А. Старостин и другие) предполагают родство между баскским и северокавказскими языками (в составе сино-кавказской макросемьи; иногда предполагается родство и с западнокавказскими), отвергая при этом его связь с картвельскими.

### Родство с языками Кавказа
Это довольно известная среди языковедов гипотеза, на сегодняшний день, однако, считающаяся устаревшей. Многие языковеды (как например Рене Лафон) искали доказательства в XX веке для подтверждения связи баскского языка с языками Кавказа. Шведский языковед Йохан Габриэль Спарвенфельд в письме, отправленном Лейбницу, ещё в 1696 году писал, что баскский и «армянский иберийский» языки (вероятно, здесь он имел в виду грузинский) могут быть связаны.
Определённые лексические и грамматические сходства были обнаружены в некоторых кавказских языках, но их недостаточно, чтобы говорить о родстве этих языков с баскским. Количество сходств невелико — почти такое же количество сходств обнаруживается, например, с уральскими языками. Сторонники этой гипотезы поддерживали теорию под названием «иафетизм» (по имени библейского Иафета) в Советском Союзе и до его создания; языковед Николай Марр связывал баскский, семитские и кавказские языки, утверждая, что это языки потомков Иафета.
Не все языки коренных народов Кавказа родственны друг другу — они чётко разделены на языковые семьи. Предпринимались попытки связать баскский с картвельскими языками, связь которых друг с другом неоспоримо доказана, но эти попытки не привели к успеху. Фонетических сходств обнаружено не было, поэтому учёные искали сходства в других областях, обращая внимание, например, на то, что и баскский, и грузинский языки — эргативные, но этого совсем не достаточно для установления родства между ними. Генетические исследования также не показали сходств между картвельскими народами и басками.

## Распространённость в мире

### Количество носителей языка

Диалекты баскского языка

На баскском языке в настоящее время во всём мире разговаривают около одного миллиона человек — прежде всего, в северной части Испании и юго-западной части Франции. Около 93,7 % (756 000 чел) носителей живёт в испанской части Баскских земель и ещё 6,3 % (50 000 чел) — в их французской части. Данные по носителям языка за пределами Страны Басков отсутствуют, однако, предположительно, 90 000 человек в других частях Европы и Америки разговаривают или, по крайней мере, понимают баскский язык.
Различные учреждения и издания указывают различное количество носителей: в Энциклопедии Британнике от 1998 года указаны более высокие числа; Ethnologue 2006 года, используя данные переписи 1991 года, оценивает количество носителей в 650 000. Статистическая служба ЕС Евростат содержит данные 690 000 человек в Испании в 1999 году. Instituto Cultural Vasco насчитал в 1997 году во Франции 56 000 человек старше 15 лет, владеющих баскским языком.
Почти все носители баскского языка владеют дополнительно официальным языком страны проживания. В испанской части Страны Басков (провинции Гипускоа, Бискайя, Наварра и Алава) баскский язык является с 1978 года региональным официальным языком. Франция, в соответствии со своей языковой политикой, не проводит даже официальную перепись носителей языка. Баскские сообщества оценивают общее число носителей в 2 млн чел, однако не различают при этом активных и пассивных носителей. В Испании около 4,5 млн человек носят баскские фамилии.
Во время Второй мировой войны из-за малоизвестности баскского языка он использовался баскскими радистами-шифровальщиками для передач по радио и телефонной связи в армии США наряду с индейскими языками Северной Америки (например, с языком навахо).

### Географическое распространение

Распространение языка на территории Страны Басков и Наварры в 2001 году

В настоящее время баскский язык распространён на прибрежной полосе шириной 50 км — от испанского Бильбао до города Байонны во Франции; общая площадь территории распространения составляет около 10 000 км². В Испании в область распространения языка входят провинции Гипускоа, части Бискайи и Наварры, а также северная часть Алавы. Многие носители языка проживают в больших городах за пределами территории распространения, в том числе в административных столицах — Витории и Памплоне, а также в Мадриде. Во Франции язык распространён, прежде всего, в западной части департамента Пиренеи Атлантические.
Помимо Страны Басков, носители языка проживают в США, странах Латинской Америки, Австралии, Филиппинах и других регионах Европы.

## Алфавит

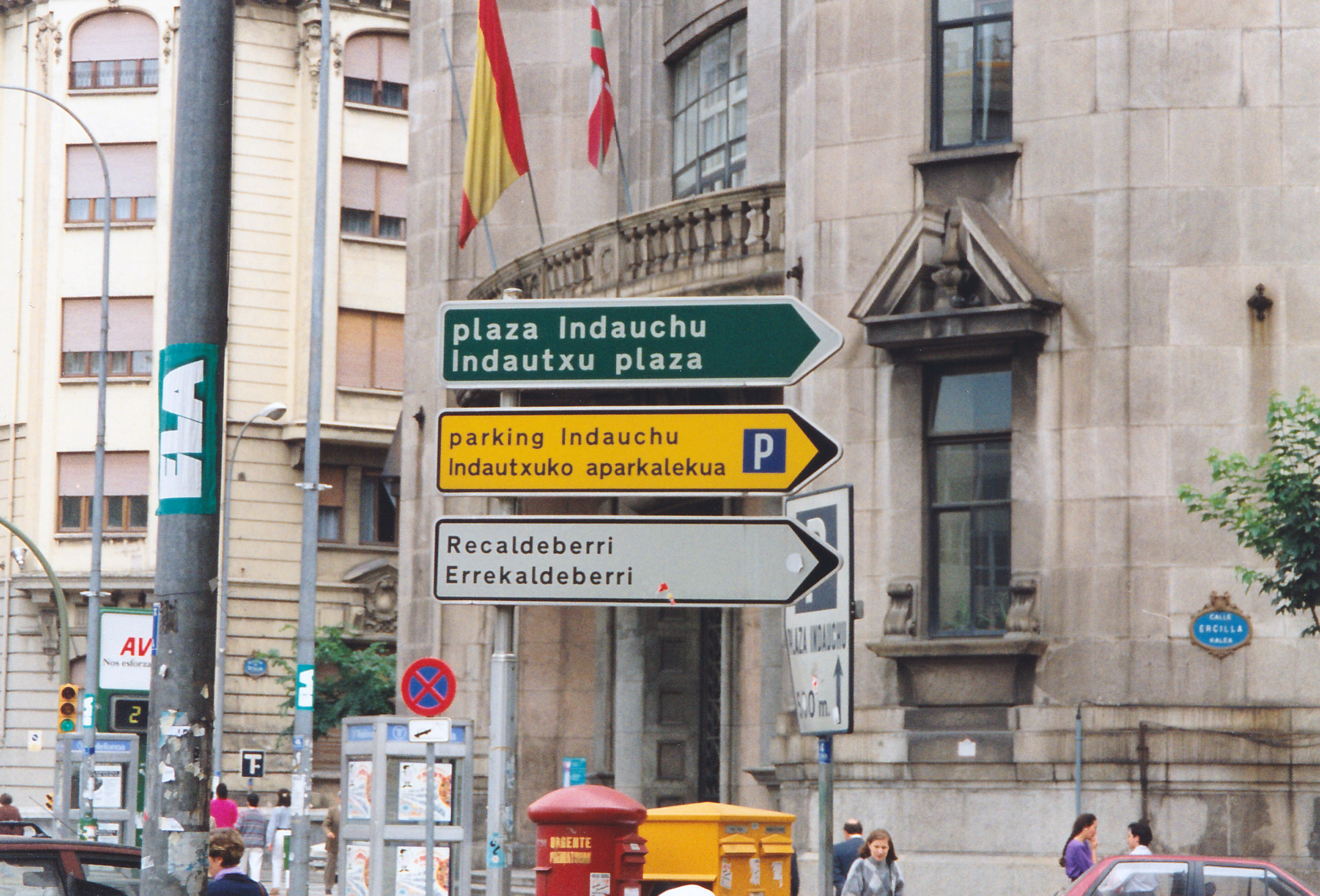
Дорожный указатель на баскском и испанском языках в Бильбао

Баскский алфавит основан на латинице и состоит из 22 букв:
- а [a],
- b [b] (часто используется вместо v в заимствованиях: bideo — от англ. video),
- d [d],
- e [e],
- f [f] (используется только в заимствованных словах за редкими исключениями, как например irrifarre «улыбка» — вариант irribarre),
- g [g],
- h (не имеет звукового соответствия, и большинство носителей баскского языка эту букву не произносят, однако в северных говорах она может произноситься как лёгкое придыхание[36]; обычно же разделяет гласные — zahar [sa.aɾ] «старый», либо используется для того, чтобы отличать одинаковые по произношению слова с разным значением: naiz — nahiz),
- i [i] или [j] (в дифтонгах ai, oi, ui и ei),
- j [j] или [x] (произносится как «й», «х» или «дж» в зависимости от диалекта[36]),
- k [k],
- l [l] (после i перед гласным произносится как [λ][36]: bilakatu [biλakatu] «становиться»),
- m [m],
- n [n] (после i перед гласным произносится как [ɲ] «нь»[36]: inor [iɲor] «никто»; в таком случае может использоваться буква ñ),
- ñ [ɲ] (может использоваться в именах и топонимах: Iruñerria, Iñigo; используется также в некоторых словах, когда необходимо подчеркнуть, что произносится [ɲ]: ñir-ñir egin «блестеть»),
- o [o],
- p [p],
- r [ɾ] — одноударный звук (rr [r] — многоударный звук — может писаться только между двумя гласными: borrokatu «сражаться», berriz «снова, опять», txundigarri «удивительный» и т. п.),
- s [s̺] (нечто среднее между «с» и «ш»; перед i может читаться ближе к «щ» — ihesi (иэщи) «сбежать»),
- t [t],
- u [u],
- x [ʃ],
- z [s̻];

имеются также диграфы:
- tz [ts̻],
- tx [tʃ],
- ts [ts̺][35][37].

Ü/ü используется в одном из диалектов Атлантических Пиреней (Франция) и обозначает гласный [y], отсутствующий в литературном языке.

## Лингвистическая характеристика
Типологическое сходство баскского языка с соседними романскими и другими индоевропейскими языками полностью отсутствует: он агглютинативный и эргативный, в его словоизменении и словообразовании почти полностью отсутствуют приставки, у имён отсутствует грамматический род, а у глаголов имеется сложная морфология с маркированностью от одного до четырёх лиц в каждой финитной форме глагола.

### Фонетика и фонология

#### Гласные
Гласные звуки баскского языка:
|                | Передний ряд | Средний ряд | Задний ряд |
| -------------- | ------------ | ----------- | ---------- |
| Верхний подъём | i /i/        |             | u /u/      |
| Средний подъём | e /e/        |             | o /o/      |
| Нижний подъём  |              | a /a/       |            |

- В одном из диалектов Атлантических Пиреней имеется также гласный [y].

##### Дифтонги
| МФА  | Пример | Перевод | МФА  | Пример | Перевод |
| ---- | ------ | ------- | ---- | ------ | ------- |
| /ai̯/ | Bai    | Да      | /au̯/ | Gau    | Ночь    |
| /ei̯/ | Sei    | Шесть   | /eu̯/ | Euri   | Дождь   |
| /oi̯/ | Oin    | Стопа   |      |        |         |
| /ui̯/ | Fruitu | Фрукт   |      |        |         |

#### Согласные
|                    |             | Губные | Ламино-дентальные | Апико-альвеолярые | Палатальные или постальвеолярные | Заднеязычные | Глоттальные |
| ------------------ | ----------- | ------ | ----------------- | ----------------- | -------------------------------- | ------------ | ----------- |
| Носовые            | Носовые     | m /m/  |                   | n /n/             | ñ, -in- /ɲ/                      |              |             |
| Взрывные согласные | Глухие      | p /p/  | t /t/             |                   | tt, -it- /c/                     | k /k/        |             |
| Взрывные согласные | Звонкие     | b /b/  | d /d/             |                   | dd, -id- /ɟ/                     | g /ɡ/        |             |
| Аффрикаты          | Аффрикаты   |        | tz /t̻s̻/           | ts /t̺s̺/           | tx /tʃ/                          |              |             |
| Щелевые            | Глухие      | f /f/  | z /s̻/             | s /s̺/             | x /ʃ/                            |              | h /∅/, /h/  |
| Щелевые            | Звонкие     |        |                   |                   | j /j/~/x/                        | j /j/~/x/    |             |
| Боковые            | Боковые     |        |                   | l /l/             | ll, -il- /ʎ/                     |              |             |
| Ротические         | Дрожащие    |        |                   | r-, -rr-, -r /r/  |                                  |              |             |
| Ротические         | Одноударные |        |                   | -r-, -r /ɾ/       |                                  |              |             |

- Некоторые слова отличаются только ударностью «р»: ere «также, тоже» — erre «гореть, курить»[8][39][40].
- Иногда согласные теряют звонкость при словосложении и оглушаются под воздействием соседних согласных: errepide «шоссе» = errege «король» + bide «путь, дорога», irizpide «критерий» = iritzi «называться» + bide «путь»[8].
- /ð̞/ является аллофоном /d/: adar [að̞ar] «рог»[41].
- Во Французской Стране Басков rr часто произносится так же, как во французском языке.

#### Ударение
Ударение в баскском языке — экспираторное, или силовое; отсутствует фиксированное ударение в словах — это значит, что смена ударения в большинстве случаев не изменяет значения слова, чем часто пользуются в песнях. Исторически это связано с большим разнообразием постановки ударения в разных диалектах баскского языка. Тем не менее, из-за влияния испанского языка, ударение в последнее время ставится на предпоследний слог; когда добавляется короткий суффикс или определённый артикль и слогов становится больше, то ударение переносится на предпоследний слог. В четырёхсложных словах имеется дополнительное ударение на последнем слоге.

### Грамматика
Типологически баскский язык относится к агглютинативным эргативным языкам с некоторыми номинативными отклонениями.
Морфология развита как в имени (имеются категории падежа, числа, определённости), так и в глаголе (имеются время, вид, наклонение, залог, лицо, число, в некоторых случаях — род (однако в большинстве случаев род отсутствует), именные формы). Есть аналитические формы (особенно в глаголе), полиперсонное спряжение. Падежи имени и местоимений выражают и синтаксические, и пространственно-временные отношения, аналоги падежей в глаголе замещают придаточные предложения.
Система числительных — двадцатеричная.
Определения образуют с именем единую группу.
Порядок слов относительно свободный, но наиболее обычным считается порядок «подлежащее — дополнение — сказуемое». На порядок слов влияет актуальное членение предложения.

#### Существительное

##### Артикль
Определённый артикль в баскском языке выражается добавлением к существительным окончания -a, а неопределённый — словом bat (буквально: «один»), которое ставится после существительного:
- amets bat «(какая-то) мечта»;
- ametsa «(определённая) мечта».

Определённый артикль в баскском обычно присоединяется к последнему слову в именной группе (синтагме). Это значит, что предложение Hau etxea handia da «Это большой дом» неверно; верным же будет предложение Hau etxe handia da:
- etxe handi bat «(какой-то) большой дом»;
- etxe handia «(определённый) большой дом»;
- etxe beltz handi bat «(какой-то) большой чёрный дом»;
- etxe beltz handia «(определённый) большой чёрный дом»;
- etxe beltz handiak «(определённые) большие чёрные дома».

При добавлении определённого артикля к существительным и прилагательным могут происходить изменения:
- txakur bat «(какая-то) собака» — txakurra «(эта) собака», eder («красивый») — ederra;
- gau bat «(какая-то) ночь» — gaba «(эта ночь)».

Если слово оканчивается на -a, изменений при добавления определённого артикля не происходит:
- neska bat «(какая-то) девочка» — neska «(эта) девочка»[52].

Стоит помнить, что определённый артикль в баскском языке всегда ставится тогда, когда то, о чём говорящий говорит, ему точно известно. Так, если в английском языке можно сказать I am an artist с неопределённым артиклем, то в баскском языке в этом предложении нужно обязательно поставить определённый артикль — Ni irakaslea naiz «Я — учитель» потому, что говорящий точно знает, кто он такой.

##### Множественное число
Окончание множественного числа существительного — -k — всегда идёт вместе с определённым артиклем — -ak. Если же нужно поставить существительное во множественное число, но в неопределённой форме, то используется слово batzuk («несколько»):
- mutil batzuk «мальчики (неопределённые)».

Так как баскское предложение — синтагма, то окончание множественного числа с определённым артиклем должно присоединяться к прилагательному: mutil indartsuak «сильные мальчики (определённые)».

##### Падежи

###### Ядерные падежи
| Ед. ч. с артиклем | Мн. ч. с артиклем |
| ----------------- | ----------------- |
| -a                | -ak               |

| Ед. ч. с артиклем | Мн. ч. с артиклем | Без артикля и имена собственные |
| ----------------- | ----------------- | ------------------------------- |
| -ak               | -ek               | -(e)k                           |

- Zuk etxe bat lortuko duzu «Ты получишь дом» (буквально: «Тобою дом получен будет»), где местоимение zu «ты» стоит в эргативном падеже.
- Lagunak ura edaten du «Друг пьёт воду» (буквально: «Другом вода пьётся»).
- Lagunek ura edaten dute «Друзья пьют воду» (буквально: «Друзьями вода пьётся»).
- Martinek etxe bat erosten du «Мартин покупает дом» (буквально: «Мартином покупается дом»)[55].

Личные местоимения в эргативном падеже:
- ni — nik,
- hi — hik,
- zu — zuk,
- hura — hark, bera — berak,
- gu — guk,
- zuek — zuek,
- haiek — haiek.

Окончания эргатива и множественного числа существительного часто могут совпадать — в таких случаях истинный смысл предложения может быть понятен только из контекста.
Этот падеж используется также вместо творительного: Nik eraikitako harresia «Стена, построенная мною».
| Ед. ч. с артиклем | Мн. ч. с артиклем | Без артикля и имена собственные |
| ----------------- | ----------------- | ------------------------------- |
| -aren             | -en               | -(r)en                          |

- maitasunaren indarra «сила любви»;
- gizonaren erabakia «решение мужчины»;
- gizonen erabakia «решение мужчин».

| Ед. ч. с артиклем | Мн. ч. с артиклем | Без артикля и имена собственные |
| ----------------- | ----------------- | ------------------------------- |
| -ari              | -ei               | -(r)i                           |

- Nik ura txakurrari ematen diot «Я даю воду собаке»;
- Nik ura txakurrei ematen diet «Я даю воду собакам»
- Neskak janaria katuari ematen dio «Девочка даёт еду коту»;
- Neskak janaria katuei ematen die «Девочка даёт еду котам».

|     | Ед. ч. | Мн. ч. |
| --- | ------ | ------ |
| 1 л | niri   | guri   |
| 2 л | zuri   | zuei   |
| 3 л | hari   | haiei  |

###### Местные падежи
| Ед. ч. с артиклем | Мн. ч. с артиклем | Без артикля | Имена собственные |
| ----------------- | ----------------- | ----------- | ----------------- |
| -(e)an            | -etan             | -(e)tan     | -(e)n             |

- etxe «дом» + -an = etxean «в доме, до́ма»;
- lepo «шея» + -an = lepoan «на шее»;
- etxeetan «в домах»;
- lepoetan «на шеях».
- Nik laguna goizean ikusi dut «Я видел друга утром».

Если слово заканчивается на согласный звук, то местный падеж образуется путём добавления окончания -ean:
- maitasun «любовь» + -ean = maitasunean «в любви».
- bihotz «сердце» — bihotzean «в сердце».

С неисчисляемыми существительными используются как окончание -an, так и -(e)tan: ur «вода» — uretan «в воде», esne «молоко» — esnean «в молоке», su «огонь» — sutan «в огне».
Наречия (или послелоги) места в баскском языке уже имеют суффикс инессива -an, поэтому когда они используются, суффикс к сущ. добавлять не нужно; вместо этого, добавляется суффикс генитива:
1. aurrean «спереди, впереди»;
2. atzean «сзади, позади»;
3. gainean «сверху, наверху, над»;
4. azpian «снизу, внизу, под»;
5. ondoan «рядом с»;
6. artean «между, среди»;
7. ezkerran «слева»;
8. eskuinean «справа»[60].

- Пример: etxearen aurrean «спереди дома».

Наречия места могут быть использованы в качестве определений к именам — тогда они меняют суффикс -n на -ko: Mahai azpiko txakurra pozik da «Собака под столом довольная».
Суффикс инессива и других баскских падежей должен присоединяться к неопределённому артиклю, прилагательному и притяжательному местоимению, когда они являются замыкающими словами в синтагме:
- Itsaso zoragarri batean «В (каком-то) замечательном море»;
- Negu hotzean «Холодной зимой (В холодную зиму)».

| Ед. ч. с артиклем | Мн. ч. с артиклем | Без артикля | Имена собственные |
| ----------------- | ----------------- | ----------- | ----------------- |
| -(e)ko            | -etako            | -(e)tako    | -ko/-go           |

Означает принадлежность существительного к какому-либо месту нахождения:
- Errusiako «из России»;
- basoko gizona «человек из леса»;
- etxeetako gauzak «вещи из домов»;
- basoetako jendea «люди из лесов (лесные люди, лесной народ)».

Если слово оканчивается на -n, то добавляется окончание -go:
- non «где?» — nongo «откуда?»[62].

| Ед. ч. с артиклем | Мн. ч. с артиклем | Без артикля | Имена собственные |
| ----------------- | ----------------- | ----------- | ----------------- |
| -(e)tik           | -etatik           | -(e)tatik   |                   |

- Banoa hirietik «Я иду из города»;
- Banoa basoetatik «Я иду из лесов».

| Ед. ч. с артиклем | Мн. ч. с артиклем | Без артикля | Имена собственные |
| ----------------- | ----------------- | ----------- | ----------------- |
| -(e)ra            | -etara            | -(e)tara    | -(r)a             |

- mendira «к горе»;
- mendietara «к горам»;

###### Одушевлённость и местные падежи
Показатели местных падежей отличаются в зависимости от одушевлённости существительного: так, если существительное одушевлённое, показатель падежа дополнительно получает часть -(ren)gan. Сравните:
- etxetik «из дома» — gizonarengandik «от мужчины»,
- etxean «в доме» — gizonarengan «в мужчине».

###### Прочие падежи
| Ед. ч. с артиклем | Мн. ч. с артиклем | Без артикля и имена собственные |
| ----------------- | ----------------- | ------------------------------- |
| -(a)z             | -ez               | -(e)z, -(e)taz                  |

- Ez dakit euskaraz «Я не говорю по-баскски» (буквально: «Я не знаю баскским языком»);
- Begiez ikusten dut «Я вижу глазами».

Окончание творительного падежа -z также может присоединяться и означает «посредством совершения какого-то действия» (на русский будет нередко переводиться с деепричастием): Beldurra gutxituz lortzen da «Это достигается посредством уменьшения чувства страха»; Era zuzena aurkituz garaitu dut «Я победил, найдя правильный способ/путь». Кроме того, творительный падеж используется в значении предлога «o»: Ez nekien horretaz «Я не знал об этом».
| Ед. ч. с артиклем | Мн. ч. с артиклем | Без артикля и имена собственные |
| ----------------- | ----------------- | ------------------------------- |
| -arekin           | -ekin             | -(r)ekin                        |

- lagunarekin «с другом (определённым)» — lagunekin «с друзьями»;
- txoriarekin «с птицей» — txoriekin «с птицами»;
- neskarekin «с девочкой» — neskekin «с девочками»;
- lagun batekin «с другом (неопределённым)».

|     | Ед. ч.  | Мн. ч.  |
| --- | ------- | ------- |
| 1 л | nirekin | gurekin |
| 2 л | zurekin | zuekin  |
| 3 л | hurekin | haiekin |

| Ед. ч. с артиклем  | Мн. ч. с артиклем |
| ------------------ | ----------------- |
| -(a)rentzat, -rako | -entzat, -etarako |

- mutilarentzat «для мальчика» — mutilentzat «для мальчиков» (или mutilarako — mutiletarako).

#### Местоимение
В баскском языке существуют следующие виды местоимений, личные (ni «я», hi «ты»), указательные (hau «этот», hori «тот»), вопросительные (zer? «что?», noiz? «когда?»), притяжательные (nire, ene «мой», zure «твой»), неопределённые (zerbait «что-то», nonbait «где-то»), отрицательные (ezer «ничего», inon «нигде») и определительные (oso «весь», edozein «любой»).
Употребление личных местоимений при построения предложений необязательно, так как вспомогательный глагол несёт достаточно информации (в нём выражается и субъект, и объект действия), однако в разговорной речи они довольно часто употребляются.
|     | Ед. ч.                            | Мн. ч.         |
| --- | --------------------------------- | -------------- |
| 1 л | «я» ni                            | «мы» gu        |
| 2 л | «ты/вы» zu, hi[1]                 | «вы» zuek      |
| 3 л | «он, она, оно» bera[2], «он» hura | «они» haiek[3] |

1  Местоимение hi малоупотребимо, обычно используется zu.
2  Bera используется для любого существительного в ед. ч.
3  Haiek используется для любого существительного во мн. ч.

##### «Усилительные» местоимения
В баскском языке также существуют «усилительные» личные и притяжательные местоимения, используемое для того, чтобы выделить деятеля в предложении или чтобы указать на безусловность принадлежности — например, Geuk egin dugu hau «Мы (а не кто-то другой) это сделали» (ср. с Guk egin dugu hau без выделение личного местоимения gu «мы»), Txakurra neurea da «Собака, безусловно, моя» (против Txakurra nirea da).

##### Артикль с притяжательными местоимениями
Даже если с существительным использовано притяжательное местоимение, оно может присоединять определённый артикль (в отличие от, например, английского языка):
- nire, ene umea «мой ребёнок»;
- zure mendia «твоя гора»;
- bere ahotsa «его/её голос»;
- gure eguzkia «наше солнце» и т. п.

Притяжательное местоимение в баскском языке может стоять как в неопределённой, так и определённой формах. Притяжательное местоимение стоит в определённой форме тогда, когда это местоимение играют роль самостоятельного подлежащего: Nire abestia hobea da eta zurea txarragoa da «Моя песня лучше, а твоя — хуже».

##### Артикль с указательными местоимениями
С указательными местоимениями определённый артикль не употребляется: abesti hau «эта песня».

#### Прилагательное
Прилагательное в баскском языке в большинстве случаев ставится после существительного, к которому оно относится; неопределённый артикль (bat) всегда стоит после прилагательного:
- Baso handi bat «(какой-то) большой лес»[49].

Некоторые прилагательные тем не менее являются исключениями и всегда стоят только перед определяемым словом, как например beste «другой».
Как и существительные, прилагательные могут присоединять определённый артикль и окончания падежей:
- baso handia «(этот) большой лес»,
- baso handitik «от (этого) большого леса».

Присоединение окончания -(e)ko к словам может изменять их значение и образовывать прилагательные: например, etengabe «постоянно, непрерывно» — etengabeko «непрерывный, обладающий непрерывностью»; berehala «сразу же, немедленно» — barehalako «немедленный, случившийся немедленно». Большинство таких прилагательных стоят перед существительными, к которым относятся.

##### Степени сравнения прилагательного
Сравнительная степень баскских прилагательных образуется добавлением окончания -ago(-a), а превосходная — -ena:
- garai(-a) «высокий» — garaiago «более высокий» — garaiena «высочайший».

Единственное исключение: on(-a) «хороший» — hobe(-a) «лучше» — onena / hoberena «самый лучший».
Окончание -egia имеет значение «слишком»: garaiegia «слишком высокий».

#### Глагол
Большинство баскских глаголов не изменяется по временам, родам и числам (включая все без исключения глаголы на -tu/-du), однако существуют глаголы (самые древние), которые, как и глагол izan, спрягаются — ниже приведены некоторые из них (притом вспомогательный глагол с подобными глаголами в предложении не требуется):
- ukan «иметь»,
- egon «быть в каком-то месте»,
- etorri «приходить»,
- joan «идти (направляться куда-то)»,
- ibili «гулять, идти (шагать)»,
- eduki «иметь»,
- jakin «знать»,
- esan «говорить»,
- ekarri «приносить»,
- eraman «носить»,
- etzan «лежать»,
- iraun «длиться».

##### Отрицание
Отрицание в баскском языке выражается с помощью частицы ez («не»), которая всегда стоит в начале предложения либо перед вспомогательным глаголом (в этом случае он может стоять и не в конце предложения):
- Ez dugu hizkuntza hau ulertuko «Мы не поймём этот язык»;
- Txakurra ez da gaztea «Собака не молодая»;
- Txakurrak ez dira gazteak «Собаки не молодые».

Иногда отрицание может выражаться и другим словом — например, слово ezin означает «не мочь, быть неспособным»:
- Ezin ditu harri zailak eraman «Он/Она не может носить тяжёлые камни».

При отрицании к существительному добавляется суффикс партитива -rik: Zalantzarik gabe gauza hau galduko dute «Они, без сомнения, потеряют эту вещь», Ez dut etxerik «У меня нет дома».

##### Настоящее время

###### С глаголом-связкой
Глагол-связка «быть» в баскском языке в большинстве случаев стоит в конце предложения; в песнях и в разговорной речи он часто переносится на другое место:
- Gizona ederra da «Мужчина красивый»;
- Gizonak ederrak dira «Мужчины красивые»;
- Gizon hori ederrena da etxe honetan «Тот мужчина самый красивый в этом доме».

В вопросительных предложениях глагол-связка не стоит в конце: Nor da hura? «Кто он?».
Спряжение глагола joan «идти» в настоящем времени — одного из глаголов, с которыми глагол-связка в предложении не требуется:
|     | Ед. ч.      | Мн. ч. |
| --- | ----------- | ------ |
| 1 л | noa (banoa) | goaz   |
| 2 л | zoaz, hoa   | zoazte |
| 3 л | doa         | doaz   |

В качестве глагола-связки используется глагол izan («быть»), который спрягается следующим образом:
|     | Ед. ч.     | Мн. ч. |
| --- | ---------- | ------ |
| 1 л | naiz       | gara   |
| 2 л | zara, haiz | zarete |
| 3 л | da         | dira   |

Примеры:
- Ezohiko mutila zara «Ты необычный мальчик»;
- Haiek sendoak dira «Они сильные»;
- Banoa eskolara «Я иду в школу»[79].

Для ответа на вопрос «Где находится … ?», однако, нельзя использовать глагол izan; в этом случае нужно использовать глагол egon «быть, находиться, оставаться где-то», который спрягается, то есть вместе с ним не требуются вспомогательные глаголы. Спрягается он следующим образом:
|     | Ед. ч.      | Мн. ч.  |
| --- | ----------- | ------- |
| 1 л | nago        | gaude   |
| 2 л | zaude, hago | zandete |
| 3 л | dago        | daude   |

Примеры:
- Non daude gizaki atsegin guztiak? «Где (находятся) все приятные люди?»;
- Non dago tokirik onena hizkuntzak ikasteko? «Где лучшее место для изучения языков?»;
- Ni haitzuloan nago «Я (нахожусь) в пещере».

###### Со смысловым глаголом
Предложение со смысловым глаголом в настоящем времени строится с помощью спряжения глагола ukan «иметь» вместе со смысловым глаголом в деепричастной форме.
Она образуется следующим образом:
1. если глагол заканчивается на -tu (-du), -ri, -li или любой гласный звук, кроме -i, то окончание (-tu, -du или -i) отбрасывается и вместо него ставится -tzen[82], однако гласный (если это не -i) всегда сохраняется:
  1. begiratu «смотреть» — begiratzen;
  2. jo «бить» — jotzen;
  3. erori «падать» — erortzen;
  4. itzuli «возвращаться, переводить» — itzultzen;
  5. gorde «сохранять» — gordetzen;
  6. kendu «удалять» — kentzen;
2. если глагол заканчивается на -n, -tsi или -si, то в первом случае перед -n добавляется -te-; во втором случае вместо -(ts)i добавляется -(s)ten[82]:
  1. jan «есть, кушать» — jaten;
  2. irakatsi «обучать» — irakasten;
  3. ikusi «видеть» — ikusten;
3. если глагол заканчивается на -ztu, -zi или -tzi, то в первом случае отбрасываются -i и -u и добавляется -ten; во втором случае отбрасываются -t и -i с добавлением -ten:
  1. bereizi «отделять» — bereizten;
  2. utzi «покидать» — uzten;
  3. aurkeztu «представлять (но не в значении „воображать“)» — aurkezten.
4. два глагола заканчиваются на -l: il «умирать» и erail «убивать» (каузатив от il; сегодня почти не используется, вместо него используется il с глаголом ukan); они изменяются как iltzen и erailtzen;
5. два глагола заканчиваются на -ni: ipini «поставить, положить» и eskaini «предлагать» (esku «рука» + ipini); они изменяются как ipintzen и eskaintzen;
6. если глагол заканчивается на -ki, просто добавляется -tzen: idoki «убирать, лишать» — idokitzen;

Глагол ukan спрягается следующим образом:
|     | Ед. ч.  | Мн. ч.  |
| --- | ------- | ------- |
| 1 л | dut     | dugu    |
| 2 л | duzu[1] | duzue   |
| 3 л | du[2]   | dute[3] |

Примеры предложений со смысловым глаголом в настоящем времени:
- Nik euskara ikasten dut «Я изучаю баскский язык»;
- Ez dut ikaslea ikusten «Я не вижу ученика»;
- Eskutitz asko jasotzen ditugu «Мы получаем много писем» (jaso «получать»).

Если дополнение стоит во множественном числе, это указывается и во вспомогательном глаголе в любом времени глагола: ditut (буквально: «я-имею-их»), dituzu, ditu, ditugu, dituzue, dituzte (настоящее время). В других спрягаемых (не вспомогательных) глаголах тоже выражается множественность: Abestia entzun dezakezu «Ты можешь слушать песню» — Abestiak entzun ditzakezu «Ты можешь слушать песни», Harria daukazu «У тебя есть камень» — Harriak dauzkazu «У тебя есть камни».
Некоторые существительные и прилагательные, если использовать их вместе со вспом. глаголами, могут означать действия — это так называемые модальные глаголы, например, behar ukan «нуждаться, быть должным (сделать что-то)»:
- Laguntza behar dut «Мне нужна помощь / Я нуждаюсь в помощи».

Некоторые из таких глаголов:
1. behar ukan «быть должным сделать что-то, нуждаться»;
2. ahal ukan «мочь, быть способным»;
3. ohi izan «иметь привычку, иметь склонность делать что-то»;
4. ari izan — означает, что действие происходит именно сейчас наподобие английского настоящего продолженного времени (Present Continuous);
5. nahi ukan «хотеть»;
6. maite ukan «любить»;
7. bizi izan «жить»;
8. beldur izan «бояться, быть напуганным чем-то»;
9. gogoko ukan — слово gogoko означает «любимый (хлеб, вид спорта)», но с глаголом ukan этим словом можно сказать о том, что вам что-то нравится или не нравится, например, Bizimodu lasaia gogoko ez dugu «Нам не нравится спокойный образ жизни».

Некоторые глаголы образуются только в связке с глаголом egin «делать»: например, lo egin «спать» буквально означает «делать сон»:
- Lo egiten dut «Я сплю».

##### Прошедшее и будущее времена

###### Прошедшее время
Прошедшее время, если действие произошло только что или недавно, требует спряжения глаголов ukan (для переходных глаголов) и izan (для непереходных глаголов); смысловой глагол при этом никак не изменяется.
Примеры баскских предложений в прошедшем времени:
- Orain erabaki dut «Я решил сейчас»;
- Ardoa edan dugu «Мы выпили вино»;
- Emakumea gaur itzuli da «Женщина вернулась сегодня».

Если действие произошло давно, то требуется поставить вспомогательный глагол в прошедшую форму:
| Izan          | ukan           |
| ------------- | -------------- |
| nintzen       | nuen           |
| zinen, hitzen | zenuen, henuen |
| zen           | zuen           |
| ginen         | genuen         |
| zineten       | zenuten        |
| ziren         | zuten          |

При этом можно использовать деепричастную форму глагола, чтобы подчеркнуть то, что действие происходило не единожды.
Примеры:
- Berak bidaia iaz egin zuen «Он совершил поездку в прошлом году»;
- Lehenago basora joaten ziren sarritan «Раньше они часто ходили в лес».

Спряжение спрягаемого глагола jakin «знать» в прошедшем времени:
|     | Ед. ч.           | Мн. ч.    |
| --- | ---------------- | --------- |
| 1 л | nekien           | gekien    |
| 2 л | zenekien, hekien | zenekiten |
| 3 л | zekien           | zekiten   |

###### Будущее время
Для образования будущего времени спрягают глаголы ukan и izan, добавляя к основному глаголу окончание -ko (-go, если глагол оканчивается на -n):
- Nik ezkutua aurkituko dut «Я найду этот щит»;
- Gure ametsa beteko dugu «Мы исполним свою мечту»;
- Haiek beti elkarrekin biziko dira «Они всегда будут жить вместе»;

Чтобы сказать «это будет», используется словосочетание izango da:
- Bidai txundigarri bat izango da «Это будет удивительная поездка».

То же самое и с местоимения: izango naiz, izango zara, izango gara, izango zarete, izango dira:
- Ni abeslaria izango naiz «Я буду певцом» и т. п.

##### Повелительное наклонение (императив)
Образование императива в баскском языке допустимо без изменений глагола: ahaztu «забывать» — ahaztu! «забудь!»; либо возможно образование этого наклонения через вспомогательные глаголы, как например ezazu (ед. ч) / itzazu (мн. ч.), zaitez / zaitezte: ekar ezazu «принести», ekar itzazu «принеси их», sar zaitez «входи», sar zaitezte «входите».
Иногда глагол в повелительном наклонении в баскском языке может спрягаться: Zoaz! «Иди!» (от joan «идти»), Esaidazu «Скажи (ты) мне» (esan «сказать», zu «вы (вежливо), ты»), Barkaidazue «(Вы) извините меня» (barkatu «прощать, извинять», zuek «вы (мн. ч.)»), Begiraiguzu begitara «Посмотри нам в глаза» (begiratu «смотреть», zu «ты», gu «мы»).

##### Условное наклонение
Для выражения условного наклонения с «если» в баскском языке используется частица -ba: Ezagutuko baduzu… «Если ты узнаешь…».
Для выражения условного наклонения c «бы» в баскском языке есть два способа: использование окончания будущего времени -ko (-go) + вспомогательный глагол условного наклонения (если в первой части предложения что-то ставится условием, как например Jakingo banu «Если бы я знал»), либо использование того же окончания + вспомогательный глагол давнопрошедшего времени:
1. esango nuke «я бы сказал», esango zenuke «ты бы сказал / вы бы сказали (ед. ч.)», esango luke «он бы сказал», esango genuke «мы бы сказали», esango zenukete «вы бы сказали (мн. ч.)», esango lukete «они бы сказали»;
2. esango nuen, esango zenuen, esango zuen, esango genuen, esango zenuten, esango zuten.

##### Страдательный залог
В баскском языке функцию страдательного залога выполняют возвратные глаголы; чтобы образовать возвратный глагол, нужно использовать глагол-связку izan «быть» (da или dira, zen или ziren в зависимости от числа сущ. и времени глагола в предложении) в вместе с переходным глаголом в деепричастной форме:
- Etxeko lanak egin «Делать домашнюю работу» — Etxeko lanak egiten dira «Домашняя работа делается / Домашнюю работу делают»;
- Bizitza osatu «Образовывать жизнь» — Bizitza osatzen da «Жизнь образуется / Жизнь образуют».

##### Каузатив
В протобаскском языке для образования каузатива использовался инфикс -ra-.
Многие современные глаголы были созданы таким образом:
- ikusi «видеть» — erakutsi «показывать» (то есть «заставить увидеть»);
- ikasi «учить (что-то), изучать, учиться» — irakatsi «обучать, учить»;
- entzun «слышать, слушать» — erantzun «отвечать»;
- itzarri «просыпаться» — iratzarri «будить»;
- ekarri «приносить» — erakarri «привлекать»;
- eman «давать» — eraman «носить, нести»;
- egon «оставаться» — iraun «длиться»;
- и остальные глаголы с инфиксом -ra-.

Сегодня суффиксом каузатива является -(t)arazi: ohartu «замечать» — ohartarazi «предупреждать» (то есть «заставить заметить») и т. п., хотя в большинстве случаев используется глагол behartu «заставить».

#### Причастие
Причастия в баскском языке могут быть во всех трёх временах; они могут быть действительными и страдательными:
- действительные причастия настоящего времени: egin «делать» — egiten duen gizona «делающий мужчина», doa «идёт» — doan gizona «идущий мужчина»;
- действительные причастия прошедшего времени: egiten zuen emakumea «делавшая женщина», joan «идти» — joaten zen emakumea «шедшая женщина»;
- действительные причастия будущего времени: egingo duen gizona «мужчина, который будет делать (сделает)», joango den emakumea «женщина, которая будет идти (пойдёт)»;
- страдательные причастия настоящего времени: irakurtzen dut «я читаю» — irakurtzen dudan eskutitza «письмо, которое я читаю» или «читаемое мною письмо» (с другими формами вспомогательного глагола: duzun, duen, dugun, duzuen, duten), egiten den lana «делаемая работа» (сравните с egiten duen lana «делающая работа»);
- страдательные причастия прошедшего времени: irakurtzen nuen eskutitza / irakurri nuen eskutitza «прочитанное мною письмо» (сравните с eskutitza irakurri nuen «я прочитал письмо»), egiten zen lana / egin zen lana «сделанная работа» (сравните с egin zuen lana / egiten zuen lana «сделавшая работа» / «делавшая работа»);
- страдательные причастия будущего времени: irakurriko dudan eskutitza «письмо, которое я прочитаю», egingo den lana «работа, которая будет сделана / будет делаться»;
- «завершённые причастия»: eskutitza irakurrita dago «письмо прочитано» — irakurrita dagoen eskutitza «прочитанное письмо», eskutitzak irakurrita daude «письма прочитаны» — irakurrita dauden eskutitzak «прочитанные письма»; либо: irakurritako eskutitza (irakurritako eskutitzak) «прочитанное письмо (прочитанные письма)».

Вспомогательный глагол, если нет подчинительных союзов «что», «чтобы» или «потому что», в придаточном предложении всегда имеет окончание причастия: Ez dakit zer egin behar dudan «Я не знаю, что́ мне нужно сделать», Ikusten al duzu, nola erortzen diren? «Видишь ли ты, как они падают?».

#### Наречие
Наречия в баскском языке, в основном, не отличаются от прилагательных: bizkor «быстрый» — Zoaz bizkor «Ты идёшь быстро».
Некоторые прилагательные всё же могут принимать окончание наречия:
- eder «красивый» — ederki «красиво, прекрасно, замечательно»;
- estu «узкий» — estuki «тесно, близко (связаны)»;
- on «хороший» — ondo «хорошо»;
- hobe «лучший» (тот, что лучше) — hobeto «лучше» (наречие);
- txar «плохой» — txarto «плохо»;
- harrigarri «замечательный, удивительный» — harrigarriro «замечательно»;
- ausart «смелый» — ausarki «смело» и др.

Сравнительная и превосходная степени образуются так же, как и у прилагательных: gogor «сильно, крепко» ― gogorrago «сильнее, крепче».

#### Союз
Подчинительные союзы в баскском языке в большинстве случаев присоединяются к вспомогательному глаголу, то есть в утвердительном предложении почти всегда стоят в конце:
- союз «что» выглядит как послелог -ela: Ederki badakit gaizkia dela «Я отлично знаю, что это плохо» (сравните с Gaizkia da «Это плохо»);
- союз «потому что» выглядит как -elako: Ez zaitut ikusi nahi gauza gaizkiak egiten dituzulako «Я не хочу тебя видеть, потому что ты делаешь плохие (злые) вещи»;
- союз «когда» выглядит как -(e)nean: Zoriontsu bizi naiz zalantzarik ez dudanean «Когда я не сомневаюсь, я живу счастливо»;
- союз «чтобы» присоединяется к деепричастной форме глагола посредством суффикса -ko: sartu «войти» — sartzeko «чтобы войти» (sartzen — деепричастная форма), ebatzi «решить (задачу)» — ebazteko «чтобы решить» и т. п.

#### Числительное
Система исчисления в баскском языке — двадцатеричная. Это означает, что числа делятся на группы не по десяткам, а по двадцаткам.
При счёте существительное никогда не стоит во множественном числе, хотя во вспомогательном глаголе множественность всё равно выражается: Hiru txori ikusi ditut «Я увидел трёх птиц» (буквально: «Три птица увидел я-их»).
- 0 — huts
- 1 — bat
- 2 — bi
- 3 — hiru
- 4 — lau
- 5 — bost
- 6 — sei
- 7 — zazpi
- 8 — zortzi
- 9 — bederatzi
- 10 — hamar
- 11 — hamaika
- 12 — hamabi
- 13 — hamahiru
- 14 — hamalau
- 15 — hamabost
- 16 — hamasei
- 17 — hamazazpi
- 18 — hemezortzi
- 19 — hemeretzi
- 20 — hogei
- 21 — hogeita bat
- 30 — hogeita hamar (hogei-ta-hamar = 20+10)
- 31 — hogeita hamaika (hogei-ta-hamaika = 20+11)
- 40 — berrogei (ber-hogei = 2×20)
- 50 — berrogeita hamar (ber-hogei-ta-hamar = 2×20+10)
- 60 — hirurogei (hirur-hogei = 3×20)
- 70 — hirurogeita hamar (hirur-hogei-ta-hamar = 3×20+10)
- 80 — laurogei (laur-hogei = 4×20)
- 90 — laurogeita hamar (laur-hogei-ta-hamar = 4×20+10)
- 100 — ehun
- 200 — berrehun
- 300 — hirurehun
- 1000 — mila
- 2000 — bi mila
- 1 000 000 — milioi bat[90]

Порядковые числительные образуются с помощью суффикса -garren, который присоединяется к числительному: bi — bigarren «второй». Исключение — lehen, legengo, lehenengo «первый».

### Лексика
Многие баскские слова, ввиду диалектной раздробленности языка, имеют синонимы и диалектные варианты.
Наряду с исконно баскскими словами, в его сегодняшней лексике широко представлены заимствования из латинского, испанского, французского, кельтских, арабского и английского языков. Неологизмы представлены и иноязычными словами, и собственно баскскими образованиями.

#### Исконная лексика
К исконным словам баскского языка относятся, например, местоимения (ni «я», hori «тот, та, то», non «где», inor «никто» и др.), числительные до тысячи (bat «один», lehen «первый», ehun «сто»), наименования почти всех частей тела (begi «глаз», larru «кожа», esku «рука», buztan «хвост»), слова, означающие родство (aita «отец», alaba «дочь», izeba «тётя»), основные глаголы (jan «есть, кушать», ibili «ходить», izan «быть», ekarri «приносить», ikusi «видеть», entzun «слышать»), наименования некоторых животных и растений, известных баскам с древности (behi «корова», ardi «овца», zakur/txakur, or «пёс», zori/txori «птица», garo папоротник, izei «ель» и др.), наименования явлений природы (euri «дождь», elur «снег», mendi «гора», ibai «река», gau «ночь», argi «свет», ilargi «луна») и почти все слова, означающие направление движения и местонахождение (ezker «левый», gora «вверх», behera «вниз», hona «сюда»).
Языковой пуризм имел место и в баскском языке: в частности, очищением языка от заимствованных слов занимался деятель и писатель Сабин Арана Гойри, создавший большое количество неологизмов. Хотя большинство созданных им слов не используется носителями баскского языка в наши дни, некоторые из них всё же прочно укоренились в языке, вытеснив заимствования: aberri «родина» (abertzale «патриот»), alderdi «аспект, политическая партия», ereserki «гимн», idatzi «писать» и др.
Баскский язык является одним из древнейших языков Евразии — языком, на котором в Европе говорили, вероятно, ещё до прибытия туда носителей индоевропейских языков. Как следствие, предполагаемые когнаты можно найти в различных языковых семьях Евразии: например, баск. ele «слово» — уральское *kele «язык», баск guti (современное gutxi) «мало» — дравидийское kutti, guti «маленький» и др.

#### Заимствования
Из латинского языка в баскский были заимствованы, например, следующие слова:
- denbora «время» — от лат. tempora;
- liburu «книга» (исконный неологизм — idazti) — от лат. liber;
- katu «кот, кошка» — от лат. cattus;
- gaztelu «замок» — от лат. castellu;
- errege «король» — от лат. rege;
- kanpo «снаружи» (исконный синоним — at) — от лат. campus;
- inguru «примерно, приблизительно, окрестности» (исконный синоним в значении «примерно» — gutxi gorabehera) — от лат. in gyrum;
- gorputz «тело» (исконный синоним — soin) — от лат. corpus
- zeru «небо» — от лат. caelum и др.

Из испанского: существительное dorre — от исп. torre «башня», глагол eskalatu — от исп. escalar «подниматься».
Из кельтских языков пришло, например, слово kai «порт, пристань»; возможны также следующие заимствования: hartz «медведь» (ср. кельтское art), maite «дорогой, любимый» (ср. ирландское maith, бретонское mat «хороший», к тому же протобаскский язык не имел звука [m]) и др. Исследователями отмечается, что в баскском языке на удивление мало заимствований из кельтских языков, несмотря на многовековое проживание басков рядом с кельтскими народами.
Арабскими по происхождению (и попавшими через испанский язык) являются такие слова, как erraz «лёгкий» и azoka «рынок».
Многие исконно баскские слова сегодня почти не используются; вместо них используются романские заимствования: например, исконное soin «тело» — заимствование gorputz, исконное jazo «случаться, происходить» — заимствование gertatu (от gertu «близкий» — от латинского certum), ortzi «небо» — заимствование zeru и др.

#### Словообразование

##### Словообразовательные суффиксы и окончания
Суффиксы -tasun, -pen, -keta, -tza и -era образуют существительные от глаголов и прилагательных, то есть субстантивируют их:
- sendo «сильный, крепкий» — sendotasun «сила, прочность», alai «весёлый» — alaitasun «веселье»;
- itxaron «ждать» — itxaropen «ожидание, надежда», itzuli «возвращаться, переводить» — itzulpen «перевод»;
- luze «длинный, долгий» — luzera «длина», egon «быть, находиться» — egoera «состояние, положение, ситуация», sortu «создавать» — sorrera «создание»;
- aztertu «изучать, анализировать, исследовать» — azterketa «анализ, исследование»;
- jakin «знать» — jakintza «знание», zaindu «защищать, охранять» — zaintza «охрана».

Суффиксы -(l)ari и -le образуют названия людей по профессиям и занятиям, а суффикс -tzaile — существительные, обозначающие деятелей:
- abestu «петь» — abeslari «певец», guda «война» — gudari «воин»;
- irakatsi «учить (чему-то), обучать» — irakasle «учитель», ikasi «учить (что-то), изучать» — ikasle «ученик, студент»;
- erabili «использовать» — erabiltzaile «пользователь», suntsitu «разрушать» — suntsitzaile «разрушитель», sortu «создавать, творить» — sortzaile «творец, создатель».

Прилагательные, особенно связанные с погодой, нередко образуются с помощью суффикса -tsu (его значение — «полный чего-то»):
- haize «ветер» — haizetsu «ветреный»,
- euri «дождь» — euritsu «дождливый»,
- laino «туман» — lainotsu «туманный»,
- zorion «счастье» — zoriontsu «счастливый»,
- mendi «гора» — menditsu «гористый»,
- ospe «слава» — ospetsu «известный, прославленный».

Иногда при добавлении суффикса -tsu слово может полностью изменить значение, например, gogo «разум, мысль, желание (сделать что-то)» — gogotsu «восторженный, полный энтузиазма, охотно» (Gogotsu egingo dut hori «Я сделаю это охотно»); ezti «мёд» — eztitsu «сладкий» (не «медовый»).
Окончание -kor выражает склонность к чему-либо:
- aldatu «изменять(ся)» — aldakor «изменчивый»,
- hosto «лист», erori «падать» — hostoerorkor «листопадный».

Глаголы обычно имеют окончания -tu и -du; с их помощью можно образовать глаголы от большинства прилагательных и от многих существительных:
- lasai «спокойный» — lasaitu «успокоить(ся)»,
- leun «мягкий, гладкий» — leundu «сглаживать, выравнивать»,
- geldi «неподвижный» — gelditu «остановить, остановиться»,
- haserre «злость, ярость» — haserretu «злиться»,
- erro «корень» — errotu «укоренить(ся)».

Отглагольные существительные образуются путём добавления к основе окончания -te/-tze:
- erakutsi «показывать» — erakuste «показ»;
- bidali «посылать» — bidaltze «отправка»;
- higitu «двигать» — higitze «движение».

Суффиксы деминутива в баскском языке — -txo и -xka (-ska):
- hanka «нога» — hankatxo «ножка».
- zuhaitz «дерево» — zuhaixka «куст, деревце».

Кроме того, уменьшительно-ласкательный смысл может придаваться словам путём палатализации: zerri «свинья» — txerri «свинка» (в настоящее время уменьшительно-ласкательные txerri и txakur «собачка» вытеснили изначальные zerri и zakur почти везде), gozo «сладкий» — goxo «сладенький». 
Суффикс -kume образует наименования детёнышей: ardi «овца» — arkume «ягнёнок».
Суффикс -(t)ar используется для образования наименований жителей: Errusia «Россия» — errusiar «русский, россиянин», Bilbo «Бильбао» — bilbotar «житель Бильбао», hiri «город» — hiritar «горожанин»; -era образует наименования языков: errusiera «русский язык», suediera «шведский язык».
Суффикс -gailu «прибор, устройство» применяется для создания слов, означающих различные устройства и приборы: igo «поднимать» — igogailu «лифт, подъёмник», hotz «холодный» — hozkailu «холодильник».
Суффикс -dun означает «имеющий что-либо» и может переводиться по-разному: euskara «баскский язык» — euskaldun «баск» (буквально: «имеющий баскский язык», то есть «говорящий по-баскски»), erru «вина» — errudun «виновник, виноватый».
Суффикс -(t)zale означает «любящий делать что-то» или «любитель, поклонник чего-то»: lagundu «помогать» — lagunzale «любящий помогать», aberri «родина» — abertzale «патриот», garbi «чистый» — garbizale «любитель чистоты, пурист».
Суффикс -(eta)ko также может образовывать существительные, например: oin «стопа» — oinetako «ботинок», euri дождь — euritako «зонт».
Суффикс -keria даёт слову осуждающий, выражающий порицание смысл: ume «ребёнок» — umekeria «ребячество», harro «гордый» — harrokeria «хвастовство».
Слова, обозначающие родственников, часто заканчиваются на -ba: alaba «дочь», biloba «внук/внучка» и др. В баскском языке используются разные слова для, например, брата женщины (neba) и брата мужчины (anai).

##### Сложные слова
Имеется также множество сложных слов, образованных от нескольких корней:
- hiztegi «словарь» — от hitz «слово» и -tegi «здание»,
- eskubide «право (делать что-то)» — от esku «рука» и bide «путь, дорога»,
- itsasontzi «корабль, морское судно» — от itsaso «море» и ontzi «судно, контейнер»,
- ahots «голос» — от aho «рот» и ots «звук».

Слова aldi «время, пора» и alde «сторона» часто используются в различных сложных словах:
- lehen(ago) «раньше» + aldi = lehenaldi «прошлое», egurats «воздух, атмосфера» + aldi = eguraldi «погода», hitz «слово» + aldi = hitzaldi «лекция» и др.;
- lur «земля» + alde = lurralde «территория, область», herri «народ» + alde = herrialde «страна, государство», goiz «ранний» + alde = goizalde «утро», etxe «дом» + alde = etxalde «ферма, скотный двор», su «огонь» + alde = sukalde «кухня» и др.

Иногда для создания новых существительных объединяются глаголы: hartu «брать» + eman «давать» = harreman «отношение (с кем-то)», joan «ходить, уходить» + etorri «приходить» = joan-etorri «поездка»; или глагол с существительным: jo «бить» + muga «граница» = jomuga «цель», heldu «прибывать, приходить» + bide «путь, дорога» = helbide «адрес»; или даже прилагательное с существительным: esku «рука» + zabal «широкий» = eskuzabal «щедрый».

#### Лексическое влияние на другие языки
Из баскского языка слово ezker «левый, левая сторона» проникло в испанский и выглядит там как izquierda. Возможны также и другие заимствования, как например zarza «ежевика» — от баск. sasi.
Цыгане, проживающие в Стране Басков, говорят на смешанном языке эрроминчела, основанном на баскской грамматике и преимущественно цыганской лексике.
На основе баскского языка, благодаря деятельности баскских китобоев, сложились алгонкинско-баскский пиджин и баскско-исландский пиджин.

#### Фразы и выражения
- Bai «Да».
- Ez «Нет».
- Kaixo «Привет».
- Ongi etorri «Добро пожаловать».
- Agur «До свидания».
- Egunon «Добрый день».
- Arratsalde on «Добрый вечер».
- Gabon «Доброй ночи».
- Barkatu «Извините».
- Nor zara (zu)? «Кто ты такой?».
- Nortzuk dira (haiek)? «Кто они такие?».
- Nire izena … da; … izena dut «Моё имя…».
- Mesedez «Пожалуйста».
- Zer moduz? «Как дела? / Как поживаешь?»[76].
- Zer da hau / hori? «Что это?».
- Non dago (ед. ч.) / daude (мн. ч.) … ? «Где есть … ?».
- Eskerrik asko / Esker mila «Большое спасибо».
- Ez horregatik «Не за что».
- Laguntza behar dut «Мне нужна помощь».
- Ni Bilbokoa naiz «Я из Бильбао».
- Ni Errusiakoa naiz «Я из России».
- Ez dut euskaraz hitz egiten / Ez dakit euskaraz «Я не говорю по-баскски».
- Ez dut ulertzen «Я не понимаю».
- Ez dakit «Я не знаю».
- Ondo egina «Молодец / Хорошая работа».
- Oso ondo «Очень хорошо».
- Nola egiten da hau? «Как это сделать?».

## Пример языка
Из Всеобщей декларации прав человека:
- Gizon-emakume guztiak aske jaiotzen dira, duintasun eta eskubide berberak dituztela; eta ezaguera eta kontzientzia dutenez gero, elkarren artean senide legez jokatu beharra dute.

Прослушатьо файле
- «Все люди рождаются свободными, потому что они имеют равные права и достоинство; они наделены разумом и совестью и должны относиться к друг другу так, как брат к брату».

### История языка
- Agirrezabal, Lore. 2003. Erromintxela, euskal ijitoen hizkera. San Sebastián: Argia.
- Azurmendi, Joxe: «Die Bedeutung der Sprache in Renaissance und Reformation und die Entstehung der baskischen Literatur im religiösen und politischen Konfliktgebiet zwischen Spanien und Frankreich» In: Wolfgang W. Moelleken (Herausgeber), Peter J. Weber (Herausgeber): Neue Forschungsarbeiten zur Kontaktlinguistik, Bonn: Dümmler, 1997. ISBN 978-3-537-86419-2
- Hualde, José Ignacio; Lakarra, Joseba A. & R.L. Trask (eds) (1996): Towards a History of the Basque Language, «Current Issues in Linguistic Theory» 131, John Benjamin Publishing Company, Amsterdam, ISBN 978-1-55619-585-3.
- Michelena, Luis, 1990. Fonética histórica vasca. Bilbao. ISBN 84-7907-016-1
- Morvan, Michel 1996. Les origines linguistiques du basque. Bordeaux.
- Lafon, René (1944): Le système du verbe basque au XVIe siècle, Delmas, Bordeaux.
- Löpelmann, Martin (1968): Etymologisches Wörterbuch der baskischen Sprache. Dialekte von Labourd, Nieder-Navarra und La Soule. 2 Bde. de Gruyter, Berlin (non-standard etymologies; idiosyncratic).
- Orpustan, J. B. (1999): La langue basque au Moyen-Age. Baïgorri, ISBN 2-909262-22-7.
- Pagola, Rosa Miren. 1984. Euskalkiz Euskalki. Vitoria-Gasteiz: Eusko Jaurlaritzaren Argitalpe.
- Rohlfs, Gerhard. 1980. Le Gascon: études de philologie pyrénéenne. Zeitschrift für Romanische Philologie 85.
- Trask, R.L.: History of Basque. New York/London: Routledge, 1996. ISBN 0-415-13116-2.
- Trask, R.L. † (edited by Max W. Wheeler) (2008): Etymological Dictionary of Basque, University of Sussex (unfinished). Also «Some Important Basque Words (And a Bit of Culture)» [27]
- Zuazo, Koldo (2010). El euskera y sus dialectos. Alberdania. ISBN 978-84-9868-202-1.